# Quelques messages personnels
 (juillet 2010).
Quelques messages personnels est un recueil de textes écrits par l'artiste et acteur français Pierre Clémenti.  
Publié en France en 1973 sous le titre "Quelques messages personnels", il prend la forme d'un journal revenant sur son expérience dans les prisons italiennes de Regina Coeli et Rebbibbia, où l'acteur est incarcéré pendant des mois avant d'être rapatrié en France et déclaré hôte indésirable en Italie. 
Ce témoignage comprend également des fragments de principaux événements de sa vie et de sa carrière artistique, avec, en toile de fond, "le cas Valpreda" et l'évolution du terrorisme dans les années 1970 en Italie. 
Le livre contient notamment des messages de Pierre Clémenti à ses plus proches amis, dont Franco Brocani.
Le livre paraît aussi en Italie, en 1973, aux éditions "Il Formichiere". Il est réédité, en 2005 chez Gallimard. En 2007, il apparaît finalement sous le titre "Pensieri dal carcere", aux éditions il Sirente, en Italie.[réf. nécessaire]

## Résumé
En juillet 1971, l'acteur français Pierre Clémenti a 29 ans et travaille avec des réalisateurs de renom comme : Luis Buñuel, Pier Paolo Pasolini, Visconti et Bernardo Bertolucci lorsqu'il est arrêté à Rome pour possession et usage de drogues. 
Condamné à deux ans de prison, il purge sa peine à Regina Coeli.
Il est libéré après 18 mois faute de preuves et contraint de quitter le pays. 

Traumatisé par cette expérience, il note :
« L'individu qui quitte la prison est méticuleusement construit pour le retour. Il revient, en effet, derrière les barreaux mais avec la mémoire. »[réf. nécessaire] 
"Pensées de la prison" est un texte hybride, un résumé de ces dix-huit mois difficiles entrelacé de réflexions sur le système répressif et de souvenirs d'avant son incarcération. [réf. nécessaire]

## Éditions
- Pierre Clémenti, Quelques messages personnels, Paris, Société encyclopédique française (S.E.F.), coll. « Toute la vie », 1973, 180 p., 21 cm (BNF 35226326).[réf. nécessaire]
- Pierre Clémenti (postface Balthazar Clémenti), Quelques messages personnels, Paris, éd. Gallimard, coll. « Folio » (no 4238), 2005, 163 p., 18 cm (ISBN 2-07-030748-4, BNF 40000514).[réf. nécessaire]